# سعد الدين بن شبيب
أبو عبد الله سعد الدين الحسين بن علي بن أحمد الطَّيِّبِي يعرف عمومًا بـابن شبيب (1107 - 29 يوليو 1184) شاعر عراقي من أهل القرن الثاني عشر الميلادي/ السادس الهجري. ولد بالطيب بين واسط والأهواز وسكن بغداد، وخص بالمستنجد بالله الثاني والثلاثون من خلفاء بني العباس وولاه إشراف المخزون، وصار نديمًا له. له نظم وله في المستنجد:

## سيرته
هو الْحُسَيْن بن عَليّ بن أَحْمد بن عبد الْوَاحِد بن بكر بن شبيب الطَّيِّبِيّ، أَبُو عبد الله الْكَاتِب سعد الدّين. ولد سنة 500 هـ/ 1107 م بالطيب بين واسط والأهواز وسكن بغداد. ذكره العماد الكاتب في الخريدة فقال:وله نظم رائق، بالإحسان لائق...ابن شبيب، حلو التشبيب، ورقيق النسيب. وله أشعار تخجل الدر منظوماً، والوشي مرقوماً، والروض ناظراً، والبدر زاهراً."
 قال عنه الصفدي في الوافي بالوفيات "انَ من الْأَعْيَان الْفُضَلَاء الْمَشْهُورين بالأدب وَكَمَال الظّرْف اخْتصَّ بِخِدْمَة الإِمَام المستنجد بِاللَّه وقربه ومنادمته. ولي الإشراف بالمخزن أَيَّام المستضيء وَلما عزل ابْن الْعَطَّار عَن نظر المخزن تولى سعد الدّين مَكَانَهُ أَيَّام النَّاصِر سنة خمس وَسبعين ثمَّ عزل سنته."

توفي ابن شبيب في 19 ربيع الثاني 580/ 29 يوليو 1184 ببغداد ودفن بمقبرة الكرخي.

## شعره
وله من قصيدة فيه: